# Édouard Ngirente
Édouard Ngirente (sinh ngày 22 tháng 2 năm 1973) là nhà kinh tế học, chính khách người Rwanda. Hiện tại, ông đang giữ chức vụ làm thủ tướng Cộng hòa Rwanda kể từ ngày 30 tháng 8 năm 2017.